# 知花朝章
知花朝章（日语：／ Chibana Chōshō，1847年7月9日—1929年5月18日），琉球國至日本沖繩縣時期官僚、空手家、實業家。
知花朝章出生在首里士族向氏知花殿內家族之中，該家族是勝連御殿的分支，為尚弘德（東風平王子朝春）的後裔。知花朝章拜唐手家松村宗棍為師，其侄知花朝信是空手道小林流的始祖。
1866年以書院小姓的身份出仕，在冊封使的船隊抵達那霸港的時候表演御冠船踊。1868年6月任下庫理當，1873年任砂糖奉行。1875年6月任御系圖座中取，8月前往日本東京學習。1877年回到琉球，同年5月就任御用內係，12月兼任田地奉行。1879年2月被任命為吟味役。同年3月底，琉球被日本吞併，改為沖繩縣，他失去官職。此後歷任尚家家扶和會社社長，並於1908年4月成為第一任民選的首里區長。
1914年，時任首里區長的他將「知花公相君」這個形傳授給了遠山寬賢，此前這個形在知花殿內家族中秘密傳承。這也是琉球國時代唯一流傳下來的空手道珍貴的形。